# Вільха
Ві́льха (Alnus) — рід дерев і чагарників родини березових (Betulaceae). Зарості вільхи називають вільшняками або вільшинами. Плід — однонасіннєвий горішок, сплюснутий і оточений вузьким крильцем. Горішки дозрівають до осені, але випадають з шишки лише наступної весни. Деревина цінується за легкість обробки та довговічність, включаючи стійкість до гниття у воді. Дерева садять для відновлення слабких та пошкоджених ґрунтів, як декоративні, а іноді використовують у медицині. Регіональні назви — вільши́на, ільха, о́льха́, олеши́на.
Представники роду поширені на північному заході Африки, у Євразії, Північній Америці, на північному заході й заході Південної Америки. 

## Біоморфологічна характеристика
Це листопадні дерева або кущі, до 35 метрів заввишки; стовбурів зазвичай кілька. Кора стовбурів і гілок від світло-сірого до темно-коричневого забарвлення, тонка, гладка, щільна; часто присутні сочевиці. Деревина майже біла, на повітрі червоніє, помірно легка та м'яка, текстура тонка. Листя зазвичай пилчасте або подвійно пилчасте або зубчасте, рідко надрізане або цільне; верхівка змінна, гостра до тупої або загострена до округлої; поверхні від голих до повстяних, знизу іноді смолисто-залозисті. Листкова пластинка від яйцеподібної до еліптичної або оберненояйцеподібної, тонкої до шкірястої; основа змінна, від клиноподібної до округлої. Чоловіче суцвіття видовжене, висяче, циліндричне, з численними приквітками, що перекриваються, кожен приквіток містить (3 або)4(або)5 приквіточків і 3 квітки; чашечка 4-лопатева; тичинки (1-)4. Жіноче суцвіття 1 або 2 в китиці або волоті, яйцеподібне або еліпсоїдне, конусоподібне; приквітки численні, що перекривають один одного, дерев'янисті, стійкі, верхівка 5-лопатева, кожен приквіток підтримує 2 квітки. Горішки по 2 в кожній пазусі приквітка, стиснуті, з перетинчастими або паперистими крильцями. Усі вільхи симбіотично асоціюються з видами актиноміцету Frankia, що призводить до утворення бульбочок на коренях рослин та фіксації атмосферного азоту.

## Етимологія
Родова назва Alnus латинського походження, що, своєю чергою, походить від протоіталійського *alznos, яке походить від протоіндоєвропейського *h₂élsnos від *h₂élis. Українська назва вільха праслов'янського (*olьxa або *jelьxa) й того ж таки індоєвропейського походження, а іє. *alis-, *elis- — «вільха» походить, можливо, від *el-, *ol- — «жовтий, червоний» (вільхове дерево червоне всередині).

## Використання
Швидке зростання вільхи та її стійкість до несприятливих умов призвели до її використання в агролісівництві (наприклад, відновлення кар'єрів, вигорілих ділянок, занедбані сільськогосподарські угіддя тощо). Дерево має розгалужену кореневу систему й може бути висаджене для контролю ерозії берегів. Завдяки фіксації азоту і стійкості до забруднених ґрунтів, його можна використовувати для рекультивації земель, особливо на вугільних відвалах. Види вільхи можуть мати декоративну цінність як садові рослини або бонсай. Вільхова деревина використовується у виробництві електрогітар для виготовлення корпусів. Її також використовували для виготовлення відер та діжок. Шишки цих дерев використовуються в акваріумах для підкислення та забарвлення води в бурштиновий колір; таніни, які вони виділяють, корисні для риб. Вільха використовується місцево як паливо. Вільха мала використання у традиційній медицині; але зараз використовується мало. 

## Види
До роду належить приблизно 41 вид згідно з Plants of the World Online:
Alnus subg. Alnus
1. Alnus acuminata Kunth
2. Alnus cordata (Loisel.) Duby
3. Alnus cremastogyne Burkill
4. Alnus glutinosa (L.) Gaertn.
5. Alnus hirsuta (Spach) Rupr.
6. Alnus incana (L.) Moench
7. Alnus japonica (Thunb.) Steud.
8. Alnus jorullensis Kunth
9. Alnus lusitanica Vít, Douda & Mandák
10. Alnus matsumurae Callier
11. Alnus nepalensis D.Don
12. Alnus oblongifolia Torr.
13. Alnus orientalis Decne.
14. Alnus rhombifolia Nutt.
15. Alnus rohlenae Vít, Douda & Mandák
16. Alnus rubra Bong.
17. Alnus serrulata (Aiton) Willd.
18. Alnus subcordata C.A.Mey.
19. Alnus trabeculosa Hand.-Mazz.
Alnus subg. Clethropsis
20. Alnus formosana (Burkill) Makino
21. Alnus maritima (Marshall) Muhl. ex Nutt.
22. Alnus nitida (Spach) Endl.
Alnus subg. Alnobetula
23. Alnus alnobetula (Ehrh.) K.Koch
24. Alnus firma Siebold & Zucc.
25. Alnus mandschurica (Callier) Hand.-Mazz.
26. Alnus maximowiczii Callier
27. Alnus pendula Matsum.
28. Alnus sieboldiana Matsum.
без підроду:
29. Alnus betulifolia G.Y.Li, Z.H.Chen & D.D.Ma
30. Alnus djavanshirii H.Zare
31. Alnus dolichocarpa H.Zare, Amini & Assadi
32. Alnus fauriei H.Lév. & Vaniot
33. Alnus ferdinandi-coburgii C.K.Schneid.
34. Alnus glutipes (Jarm. ex Czerpek) Vorosch.
35. Alnus hakkodensis Hayashi
36. Alnus henryi C.K.Schneid.
37. Alnus lanata Duthie ex Bean
38. Alnus mairei H.Lév.
39. Alnus paniculata Nakai
40. Alnus serrulatoides Callier
41. Alnus vermicularis Nakai

Також описано один викопний вид: Alnus heterodonta
В Україні росте три види: 
- Вільха чорна (Alnus glutinosa (L.) Gaerth.)
- Вільха сіра (Alnus incana (L.) Moench)
- Alnus alnobetula (Ehrh.) K.Koch — вільха зелена, як Alnus viridis (Chaix) DC. = Alnus alnobetula subsp. alnobetula

## Галерея

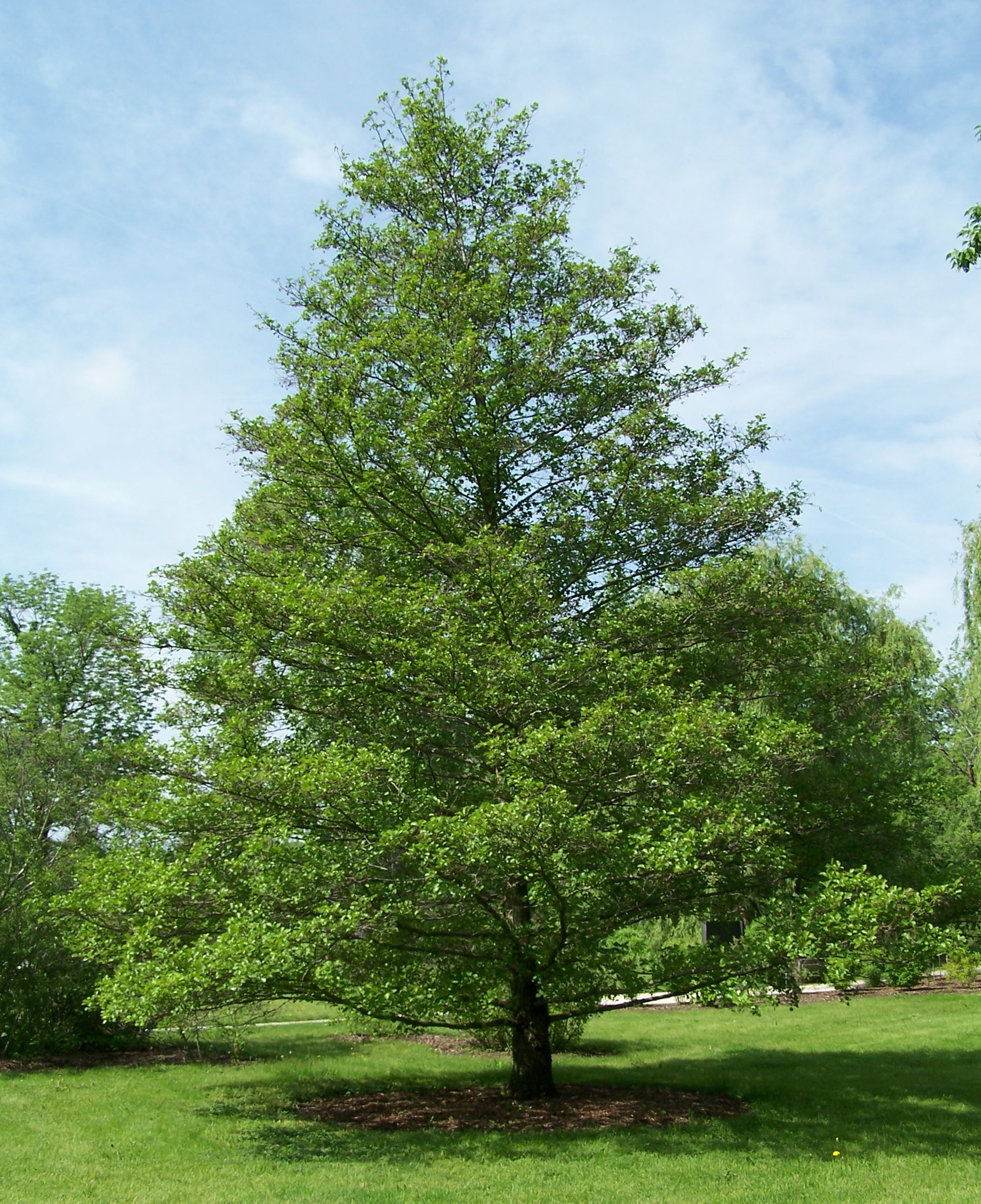
Загальний вигляд Alnus glutinosa
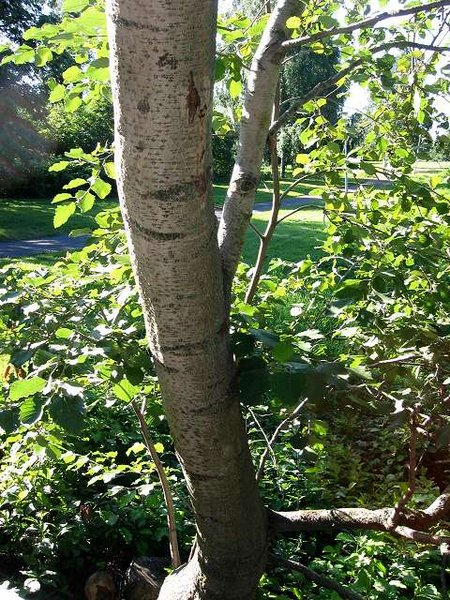
Стовбур Alnus incana
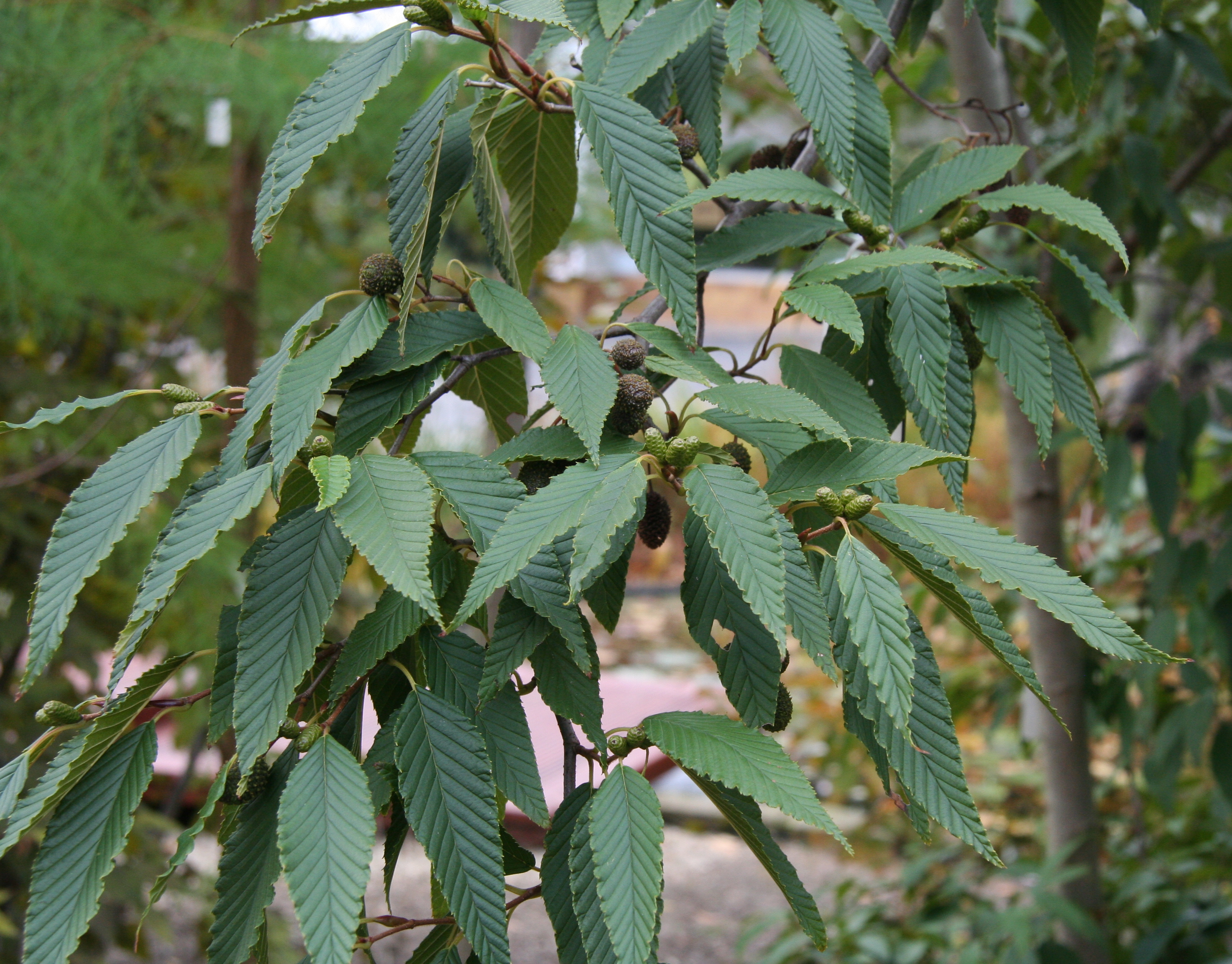
Листя Alnus firma
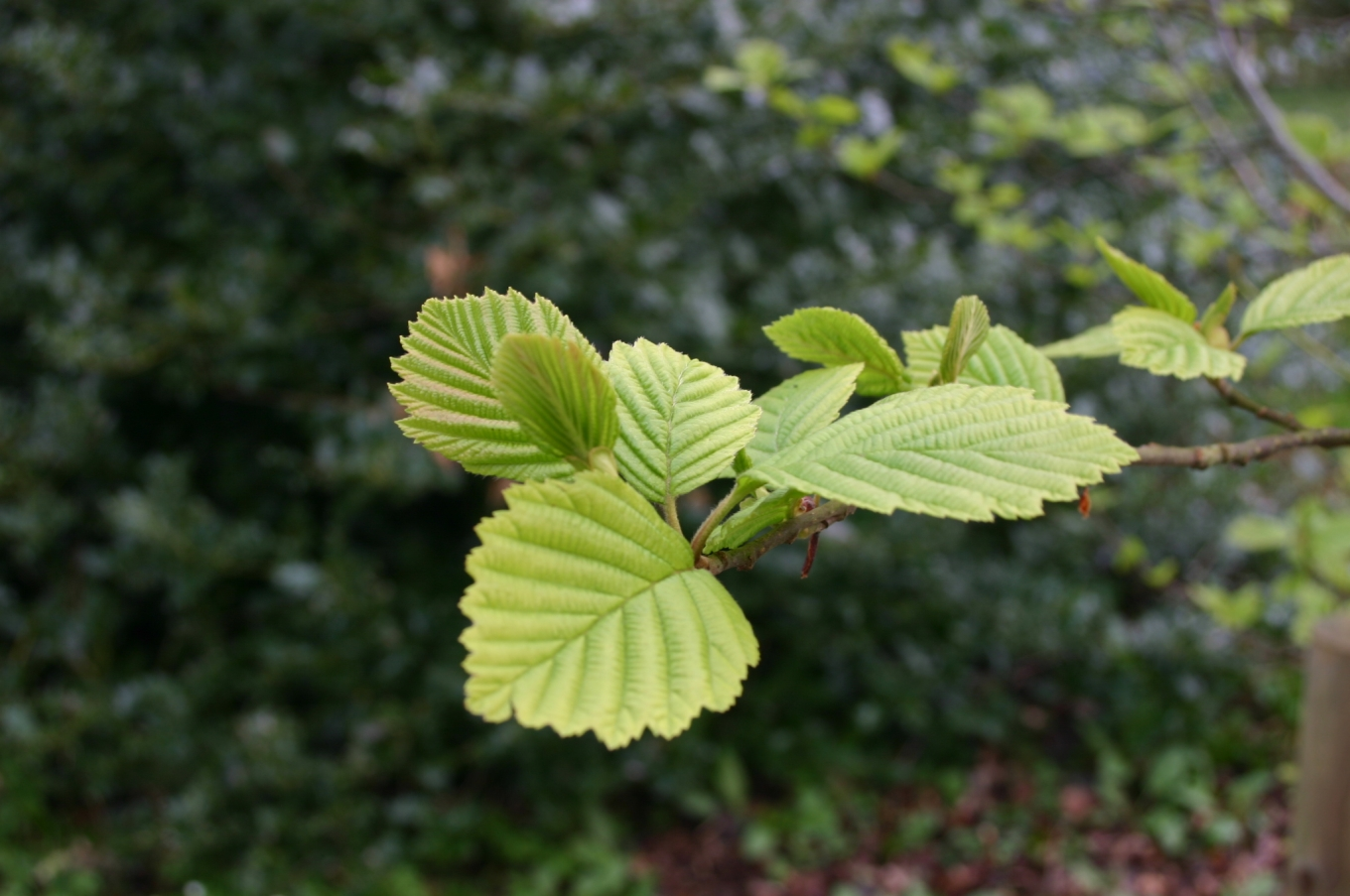
Листя Alnus hirsuta
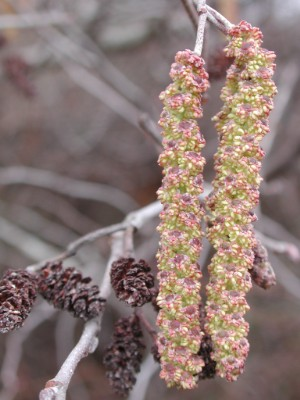
Сережки Alnus serrulata